# Гелметта (Нью-Джерсі)
Гелметта (англ. Helmetta) — місто (англ. borough) в США, в окрузі Міддлсекс штату Нью-Джерсі. Населення — 2455 осіб (2020).

## Географія
Гелметта розташована за координатами 40°22′41″ пн. ш. 74°25′23″ зх. д. / 40.37806° пн. ш. 74.42306° зх. д. (40.378025, -74.423066).  За даними Бюро перепису населення США в 2010 році місто мало площу 2,35 км², з яких 2,20 км² — суходіл та 0,15 км² — водойми.

## Демографія
Згідно з переписом 2010 року, у селищі мешкало 2178 осіб у 891 домогосподарстві у складі 596 родин. Було 920 помешкань
Расовий склад населення:
| - 88,6 % — білих - 4,9 % — азіатів - 3,9 % — чорних або афроамериканців - 0,1 % — корінних американців - 1,1 % — осіб інших рас |

До двох чи більше рас належало 1,3 %. Частка іспаномовних становила 7,5 % від усіх жителів.
За віковим діапазоном населення розподілялося таким чином: 20,8 % — особи молодші 18 років, 69,6 % — особи у віці 18—64 років, 9,6 % — особи у віці 65 років та старші. Медіана віку мешканця становила 40,3 року. На 100 осіб жіночої статі у селищі припадало 93,6 чоловіків;  на 100 жінок у віці від 18 років та старших — 90,2 чоловіків також старших 18 років.
Середній дохід на одне домашнє господарство  становив 85 192 долари США (медіана — 74 554), а середній дохід на одну сім'ю — 88 977 доларів (медіана — 78 828). Медіана доходів становила 67 404 долари для чоловіків та 47 500 доларів для жінок. За межею бідності перебувало 4,9 % осіб, у тому числі 3,8 % дітей у віці до 18 років та 0,0 % осіб у віці 65 років та старших.
Цивільне працевлаштоване населення становило 1187 осіб. Основні галузі зайнятості: освіта, охорона здоров'я та соціальна допомога — 26,1 %, роздрібна торгівля — 13,2 %, фінанси, страхування та нерухомість — 12,0 %.